# Michiyoshi Ohara
Michiyoshi Ohara (小原道由 Ohara Michiyoshi?) (15 de noviembre de 1967) es un luchador profesional japonés retirado, famoso por su trabajo en New Japan Pro Wrestling.

## En lucha
- Movimientos finales
  - Dog Bomb[2] (Standing powerbomb)[1] - Inicialmente parodiado de Jinsei Shinzaki
  - Chokeslam[1][2]

- Movimientos de firma
  - Double leg back body drop
  - Guillotine choke
  - Jumping neckbreaker[1][2]
  - Kneeling belly to belly piledriver[2]
  - Running elbow drop[1]

## Campeonatos y logros
- New Japan Pro Wrestling
  - IWGP Tag Team Championship (1 vez) - con Tatsutoshi Goto[3]
  - Young Lion Cup (1991)
  - One Night Tag Team Tournament (1996) - con Akira Nogami

- Wrestle Association R
  - WAR Six Man Tag Team Championship (1 vez) - con Shiro Koshinaka & Tatsutoshi Goto

## Récord en artes marciales mixtas
| Resultado | Récord | Oponente        | Método             | Evento   | Fecha                    | Ronda | Tiempo | Localización  | Notas |
| --------- | ------ | --------------- | ------------------ | -------- | ------------------------ | ----- | ------ | ------------- | ----- |
| Derrota   | 0-2    | Kevin Randleman | Decisión (unánime) | PRIDE 22 | 29 de septiembre de 2002 | 3     | 5:00   | Nagoya, Japón |       |
| Derrota   | 0-1    | Renzo Gracie    | Decisión (unánime) | PRIDE 17 | 3 de noviembre de 2001   | 3     | 5:00   | Tokio, Japón  |       |